# Shirozua
Shirozua — род дневных бабочек из семейства голубянок (Lycaenidae).

## Описание
Размах крыльев 30—40 мм. Фоновая окраска крыльев обоих полов светло-оранжевого цвета, у самок со светло-коричневой внешней каймой. Задние крылья с хвостиком. Нижняя сторона крыльев у обоих полов тёмно-оранжевая с узкими пятнами и перевязью. Глаза с малозаметными волосками. Передние лапки самцов несегментированные.

## Ареал
Ареал представителей рода охватывает территорию России (Южное Приморье, Амурская область, Хабаровский край, Еврейская автономная область), Японии, Корейского полуострова, Западного, Северо-Восточного и Северного Китая.

## Виды
- Shirozua jonasi (Janson, 1877)
- Shirozua melpomene (Leech, 1890) — западный Китай